# Firmine Richard

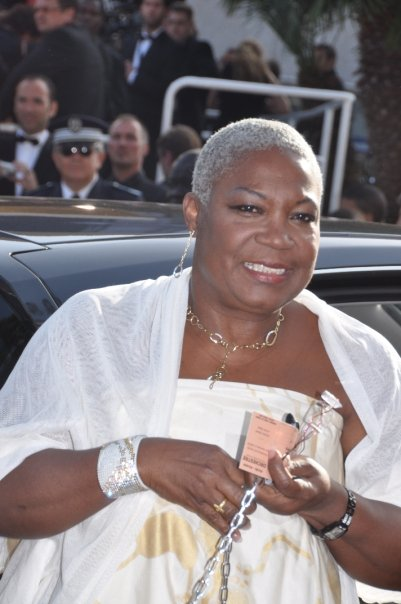
Firmine Richard bei den 62. Filmfestspielen von Cannes (2009)

Firmine Richard (* 25. September 1947 in Pointe-à-Pitre, Guadeloupe) ist eine französische Schauspielerin.

## Leben
Richard wurde 1989 durch ihr Spielfilmdebüt in Coline Serreaus Milch und Schokolade einem breiten französischen Kinopublikum bekannt. In der romantischen Komödie war die Französin in der weiblichen Hauptrolle einer Putzfrau zu sehen, die dem Chef einer Joghurt-Fabrik (gespielt von Daniel Auteuil) mehrmals aus der Patsche hilft. Richard erschien daraufhin regelmäßig in französischen Film- und Fernsehproduktionen aller Genres, darunter Dino Risis Drama Opa spielt verrückt mit Vittorio Gassman und Dominique Sanda, war aber in der Regel auf unbedeutende Nebenrollen abonniert. An den Erfolg ihrer ersten Filmrolle konnte sie erst wieder 2002 mit François Ozons Krimikomödie 8 Frauen anknüpfen, in dem unter anderem Catherine Deneuve, Isabelle Huppert und Emmanuelle Béart ihre Filmpartnerinnen waren. Die Rolle der Geliebten von Femme fatale Fanny Ardant brachte ihr mit dem übrigen weiblichen Schauspielensemble 2002 den Silbernen Bären der Filmfestspiele von Berlin für die herausragendste künstlerische Leistung und den Europäischen Filmpreis als Beste Darstellerin ein.
Neben ihrer Karriere im Film arbeitet Firmine Richard auch regelmäßig am Theater. 2002 war sie mit einer Nebenrolle in Uwe Jansons Komödie Ein Albtraum von 3 1/2 Kilo auch im deutschen Fernsehen vertreten.

## Filmografie (Auswahl)
- 1989: Milch und Schokolade (Romuald et Juliette)
- 1990: Opa spielt verrückt (Tolgo il disturbo)
- 1995: Elisa (Élisa)
- 1999: Une pour toutes
- 2000–2007: Le grand patron (TV-Serie, 15 Folgen)
- 2002: 8 Frauen (8 femmes)
- 2002: 3 zéros
- 2004: Pédale dure
- 2006: Einmal Polizist, immer Polizist (Vous êtes de la Police?)
- 2007: Zusammen ist man weniger allein (Ensemble, c’est tout)
- 2007: Zimmer 401 – Rückkehr aus der Vergangenheit (La Disparue de Deauville)
- 2009: Triff die Elisabeths! (La première étoile)
- 2011: Ein freudiges Ereignis (Un heureux événement)
- 2011: Der Kuss des Schmetterlings (Un baiser papillon)
- 2011–2013: Famille d’accueil (TV-Serie, 23 Folgen)
- 2012: Willkommen in der Bretagne (Bowling)
- 2014: Rosenn
- 2015: Les profs 2
- 2015: Madame Christine & ihre unerwarteten Gäste (Le grand partage)
- 2016: Dieumerci!
- 2017: La deuxième étoile
- 2022: Polar Park – Eiskalte Morde (Polar Park) (TV-Serie, 6 Folgen)